# Мукбиль ибн Хади
Му́кбиль ибн Ха́ди аль-Ва́дии (1933, Даммадж — 21 июля 2001, Джидда, Мекка) — мусульманский богослов, мухаддис. Один из проповедников салафизма на территории Йемена и основатель института Дар аль-Хадис в маленьком городке Даммадж, в 250 км к северу от Саны.

## Биография
Его полное имя: Му́кбиль ибн Ха́ди ибн Мукбиль ибн Ка́’ида аль-Хамда́ни аль-Ва́ди’и аль-Халла́ли из рода Аль Рашид. Родился в местечке Вадиа, к востоку от Саады, в долине Даммадж. Начальное образование получил в местной школе, но после её окончания долгое время не имел возможности получать образование. Спустя некоторое время он покинул Йемен и отправился в Мекку и Медину (Саудовская Аравия). Здесь он посещал различные лекции местных улемов, совмещая учёбу и работу охранника в одном из зданий Мекки. Так он описывал процесс своего обучения:

Материал хорошо запоминался и откладывался у меня в голове, потому что люди в нашей стране делали все не так, как было описано в книгах, а наоборот (особенно касательно книги «Фатх аль-Маджид»).

После возвращения на родину Мукбиль ибн Хади начинает открыто порицать некоторые обычаи и традиции местных жителей: жертвоприношение не Аллаху, воздвижение мечетей и мавзолеев над могилами «святых», прошение помощи у умерших и т. п. Обозлённые этими действиями, некоторые из здешних шиитов призвали убить его, а другие написали письмо его родителям с угрозами арестовать его. Однако затем шииты разрешили ему учиться вместе с ними, но впоследствии Мукбиль ибн Хади отказался от изучения некоторых книг шиитского и мутазилитского толка и в дальнейшем учился только грамматике арабского языка.
После начала революции в Йемене, семья Мукбиля переселилась в Наджран, где в течение двух лет он обучался арабскому языку у Абуль-Хусейна Маджд ад-Дина аль-Муида. Затем он отправился в Неджд и полтора месяца учился в школе по изучению Корана, которым руководил шейх Мухаммад ибн Синан аль-Хадаи. Мухаммад ибн Синан советует ему поступить в Исламский университет Медины, но Мукбиль ибн Хади отправляется в Мекку, где днём работает, а ночью посещает различные уроки, в том числе уроки шейха Яхъи ибн Усмана аль-Бакистани по тафсиру Ибн Касира и Сахиху аль-Бухари и Муслима. После открытия университета в Мекке, он поступил туда. Переселив свою семью из Наджрана в Мекку, Мукбиль ибн Хади в течение 6 лет обучался в стенах мечети аль-Харам.

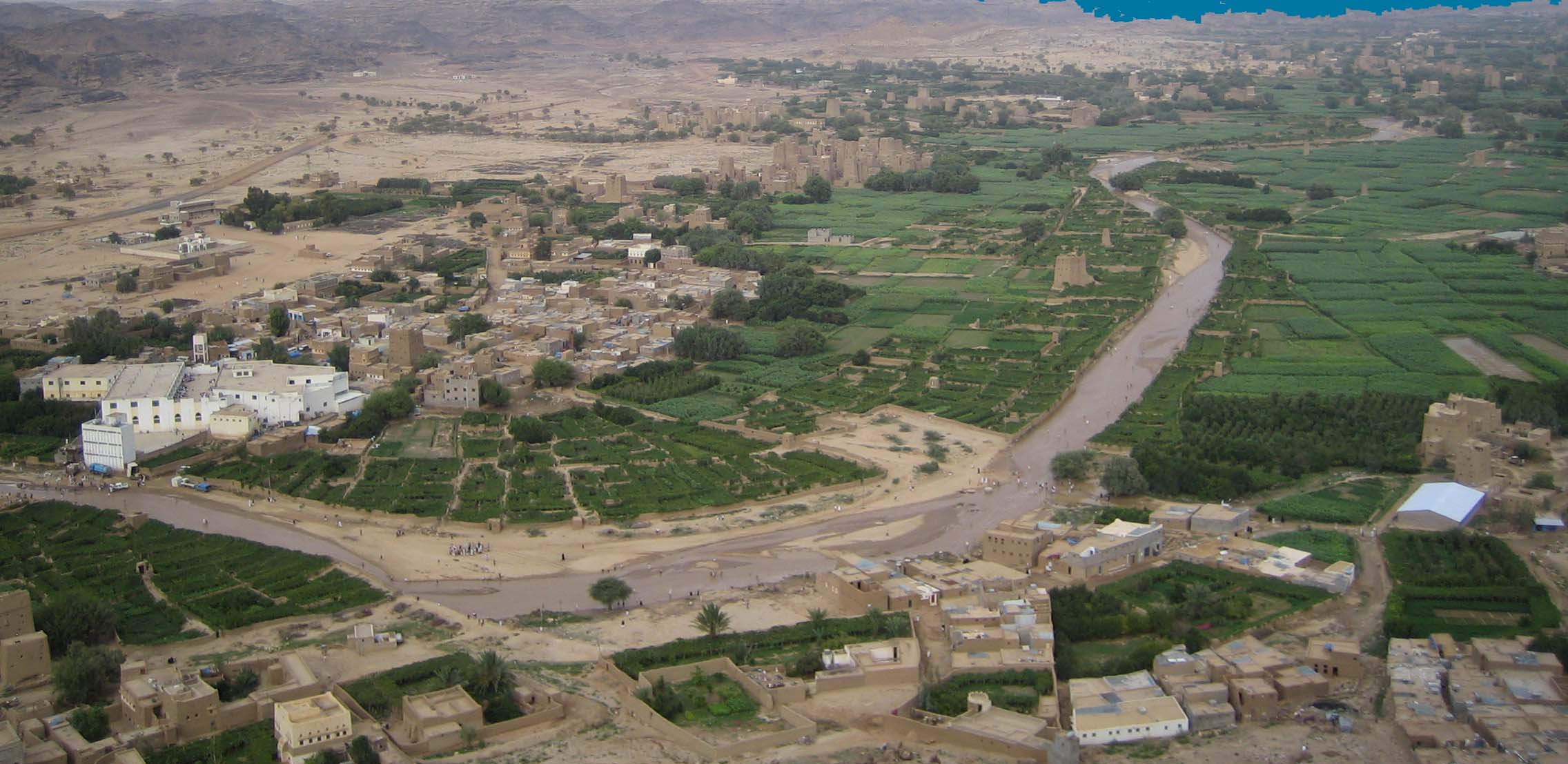
Дар аль-хадис — учебное заведение основанное Мукбилем ибн Хади.

После выпуска из Мекканского университета, Мукбиль ибн Хади переселился в Медину, чтобы обучаться в здешнем Исламском университете. Он поступил на факультеты «призыва» (да’ват) и «основ религии» (усуль ад-дин) и успешно окончил их. Затем он записывается на курсы по хадисоведению и получает степень магистра.
Шейх Мукбиль ибн Хади умер в Джидде (Саудовская Аравия) в 1422 г. х. (2001 год) и был похоронен на мекканском кладбище аль-Адль, рядом с двумя другими известными улемами: Абдуль-Азизом ибн Базом и Мухаммадом ибн Салихом аль-Усаймином.

## Учителя
Среди многочисленных учителей и шейхов стоит отметить Абдуль-Азиза ибн База (Верховный муфтий Саудовской Аравии), Мухаммада Насируддина аль-Албани, Мухаммада аль-Амина аль-Мисри и др. выдающихся деятелей ислама.